# Célebes
La isla de Célebes (en indonesio: Sulawesi, pronunciado «sulawesi») es una de las cuatro islas mayores de la Sonda de Indonesia, entre el archipiélago de las islas Molucas y la gran isla de Borneo.

## Etimología
Los primeros europeos en llegar a la isla fueron navegantes portugueses en 1512, y fueron ellos quienes se refirieron a esta isla con el nombre de «Celebes». El significado de este nombre no es seguro; originalmente no se refería a toda la isla, pues los portugueses pensaban que Célebes era un archipiélago. El nombre en idioma indonesio, «Sulawesi», probablemente viene de las palabras sula (isla) y besi (hierro) y puede referirse a la exportación histórica de hierro de los depósitos ricos en hierro del lago Matano.

## Prehistoria

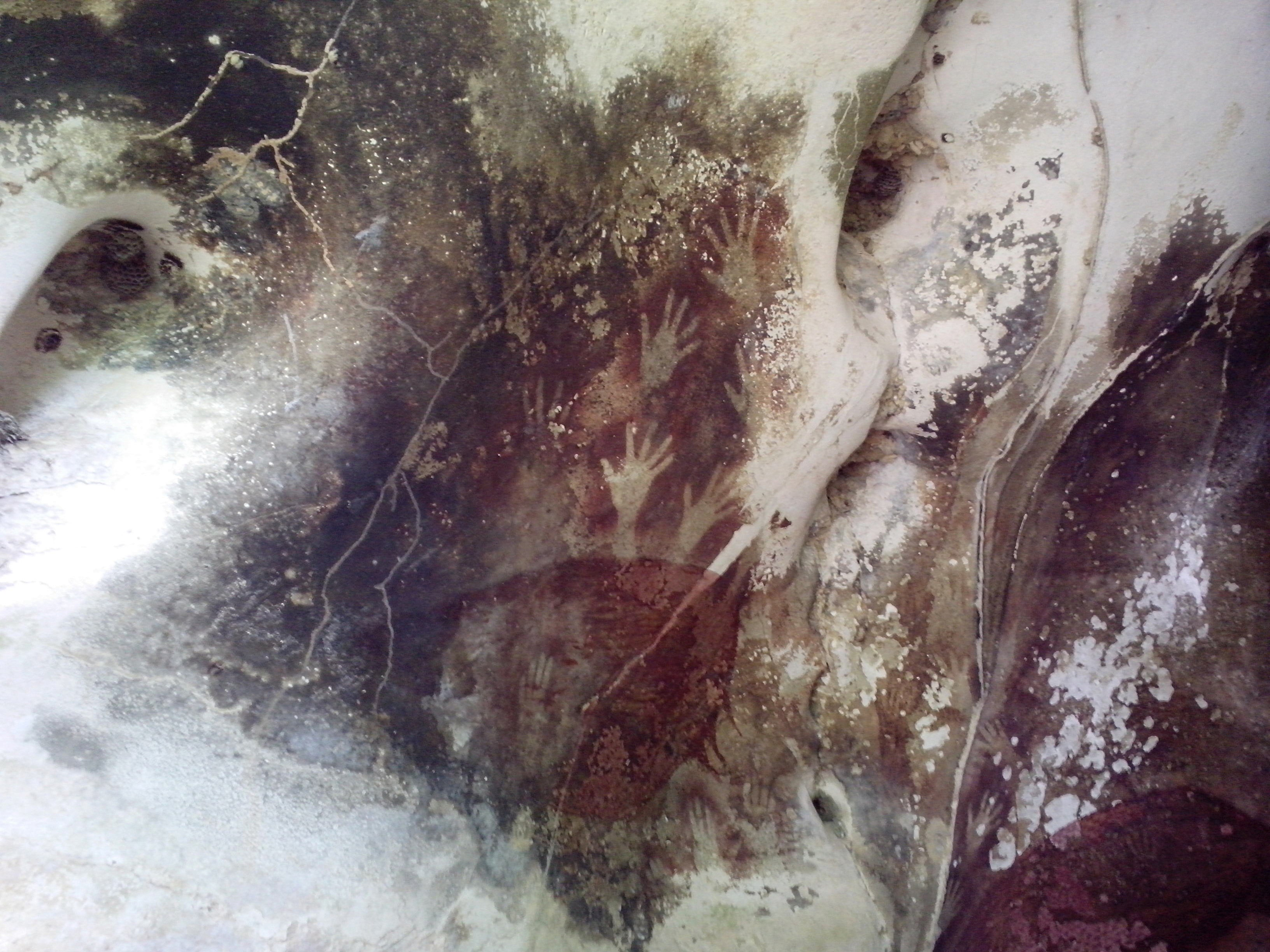
Pinturas rupestres en Maros (Célebes Meridional)

En los años 1950, se descubrieron muestras de arte rupestre en cuevas de la isla que representaban figuras de animales y contornos de manos. Las primeras dataciones las estimaban de una antigüedad de aproximadamente 10 000 años. En octubre de 2014 el equipo dirigido por el investigador Maxime Aubert presentó un trabajo que las estimaba en 40 000 años, lo que las ubicaría en la misma franja temporal que las más antiguas conocidas de Europa: las de Altamira y de la cueva cántabra de El Castillo en España o las de Lascaux en Francia.
En la provincia de Célebes Central hay más de 400 megalitos de granito. Los estudios arqueológicos realizados los datan entre el 3000 a. C. y el 1300 d. C. Se desconoce el propósito con el que fueron construidos. Alrededor de 30 de estos megalitos representan figuras antropomorfas.

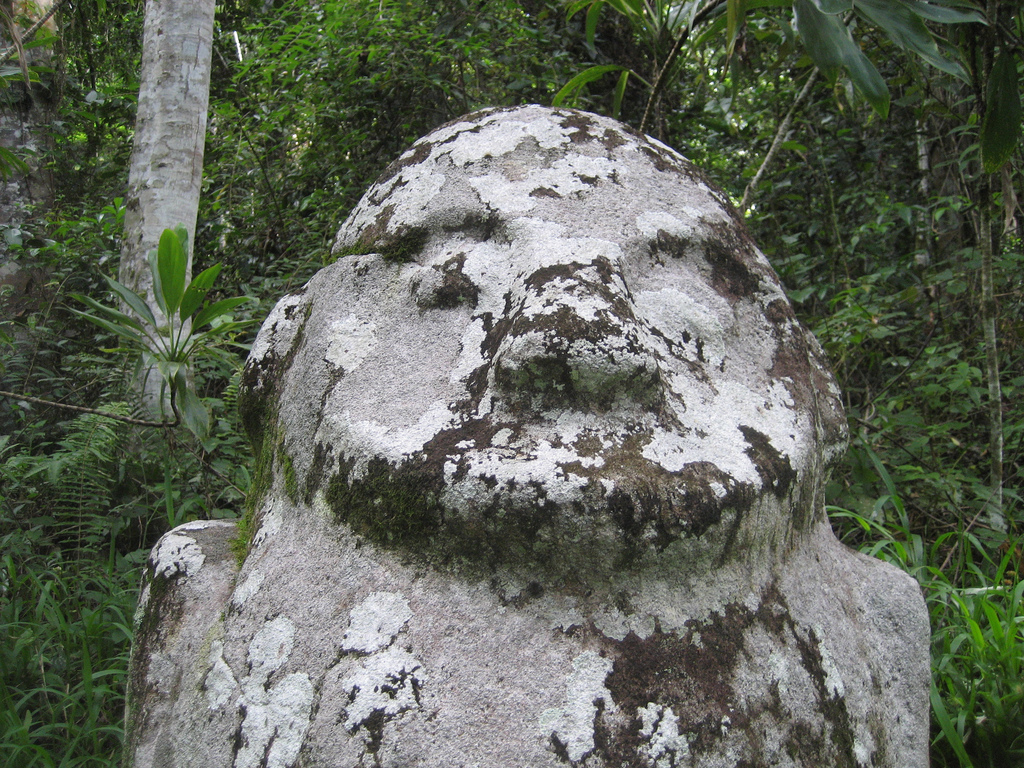
Escultura megalítica en la provincia de Célebes Central.

En enero de 2016, un estudio publicado en Nature por Gerrit van den Bergh, de la Universidad de Wollongong, y otros paleoantropólogos, detalla el hallazgo en Célebes de más de 200 herramientas líticas cerca de la localidad de Talepu de una datación de al menos 118 000 años. En la isla no hay restos de Homo sapiens de antes de 40 000 años, así que estos fragmentos de piedra indican que una especie humana desconocida habitó en la isla.

## Historia
El Imperio mayapajit conquistó la isla en el siglo XIV y mantuvo su control hasta 1512. Luego fue posesión del Imperio portugués entre 1512 y 1667. Desde 1667 la isla de Célebes fue parte de las Indias Orientales Neerlandesas, como era conocido lo que actualmente es Indonesia bajo el gobierno colonial del Imperio neerlandés. En 1941 fue conquistada por el Imperio del Japón que la mantiene en su poder hasta 1945. A partir de ese año la isla es disputada entre los Países Bajos e Indonesia, pasando definitivamente a poder de Indonesia en 1949.

## Geografía
Es la undécima isla más grande del mundo, con un área de 174 600 km². Está rodeada, al oeste, por Borneo, al norte por las Filipinas, al este por las islas Molucas y al sur por Flores y Timor. La isla tiene una forma muy particular y distintiva, dominada por cuatro grandes y estrechas penínsulas. La parte central es sumamente montañosa, por lo que tradicionalmente las penínsulas de la isla están alejadas una de la otra, ya que son más cortas las comunicaciones por mar, que por los caminos de la isla.
La isla está dividida es seis provincias:
- Gorontalo, con capital en Gorontalo
- Célebes Occidental, con capital en Mamuju;
- Célebes Meridional, con capital en Makasar;
- Célebes Central, con capital en Palu;
- Célebes Suroriental, con capital en Kendari;
- Célebes Septentrional, con capital en Manado.

La más reciente es Célebes Occidental, que fue creada en 2004 segregándola de Célebes Meridional. Las ciudades más pobladas de la isla son Macasar en la costa sudoccidental y Manado en la península del norte.

### Islas menores
Dependen de las provincias de Célebes las siguientes islas principales:
- Islas Selayar: dependen de Célebes Meridional.
- Islas Sangihe: dependen de Célebes Septentrional.
- Islas Talaud: dependen de Célebes Septentrional.
- Islas Togian: dependen de Célebes Central.
- Islas Banggai: dependen de Célebes Central.
- Isla Buton: depende de Célebes Suroriental.
- Isla Muna: depende de Célebes Suroriental.
- Isla Kabaena: depende de Célebes Suroriental.
- Isla Wowoni: depende de Célebes Suroriental.
- Islas Tukangbesi: dependen de Célebes Suroriental.

## Flora y fauna

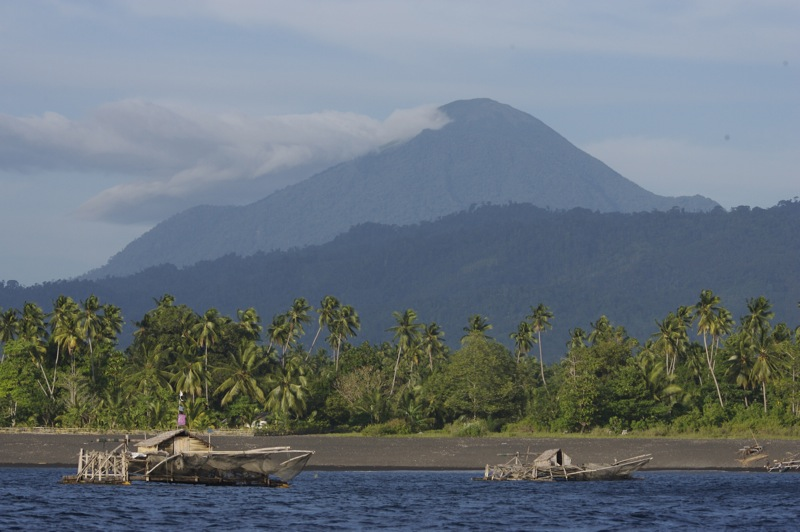
El parque nacional Tangkoko, en Célebes del Norte.

La isla de Célebes se encuentra junto a la línea de Wallace, lo que hace que más del 50 % de sus especies pertenezcan al sureste asiático mientras que el resto proceda de la región de Australasia. 2290 km² de la isla están incluidos en el parque nacional de Lore Lindu.
Hay 127 especies de mamíferos conocidas en Célebes, 72 de ellas, o sea un 69 % son endémicas, como la babirusa, el cuscús ursino de Célebes, el macaco negro crestado o el macaco moro, lo que significa que no se encuentran en ninguna otra parte del mundo. El mayor mamífero nativo de Célebes es el anoa, una especie de búfalo de pequeño tamaño.
En contraste la mayor parte de las especies de aves si pueden ser encontradas en otras islas, aunque un 34 % son también endémicas.
Asimismo, se considera que la presencia de la civeta malaya, la civeta de las palmeras común, el ciervo de Timor y el puercoespín de Java se debe a que han sido introducidos por el hombre.

## Demografía
Para el censo de 2010 la población era de 17 371 782 de habitantes. El censo de 2020 dio un total de 19 896 951 de habitantes. La estimación oficial para mediados de 2022 es de 20.304.437. La ciudad más grande de Célebes es Makassar.

### Idiomas
Desde el punto de vista lingüístico, Célebes es muy diversa. Con 114 idiomas catalogados, la rama de las lenguas célebes es una de las más grandes de la rama malayo-polinesia de las lenguas austronesias.
Las principales lenguas habladas son gorontalo y minahasa en el norte de la isla, pamona en el centro, mandar en el oeste, los buginais, makassar y toraja en el sur y los buton en el sureste.
Los principales grupos étnicos de Célebes son los diversos grupos minahasa y los Gorontalos en la parte norte, los Bugis, los Makassars y los Toraja en la parte sur.

### Religión
El Islam es la religión mayoritaria en Célebes. La conversión al islam de las tierras bajas del suroeste de la península (Célebes del Sur) se produjo a principios del siglo XVII. El reino de Luwu, en el Golfo de Hueso, fue el primero en aceptar el Islam en febrero de 1605; el reino de Makassar de Goa-Talloq, centrado en la actual ciudad de Makassar, hizo lo propio en septiembre. Sin embargo, los pueblos Gorontalo y Mongondow del norte de la península no se convirtieron al Islam hasta el siglo XIX. La mayoría de los musulmanes son suníes.
El cristianismo en Indonesia es una minoría importante en la isla. Según el demógrafo Toby Alice Volkman, el 17% de la población de Sulawesi es protestante y menos del 2% es católico. Los cristianos se concentran en el extremo de la península septentrional, en torno a la ciudad de Manado, habitada por los Minahasa, un pueblo predominantemente protestante, y en las Sangir y Islas Talaud más septentrionales. El pueblo Toraja de Tana Toraja en Sulawesi Central se ha convertido en gran medida al cristianismo desde la independencia de Indonesia. También hay un número considerable de cristianos alrededor del lago Poso en Sulawesi Central, entre los pueblos de habla pamona de Célebes Central y cerca de Mamasa.
Aunque la mayoría de los habitantes se identifican como musulmanes o cristianos, a menudo también se adhieren a las creencias y deidades locales. No es raro que ambos grupos hagan ofrendas a los dioses, diosas y espíritus locales.
En Célebes también se encuentran pequeñas comunidades de budistas e hindúes, normalmente entre las comunidades de indonesios de origen chino, balineses e indonesios de origen indio.

### Conflictos religiosos
Recientemente, Célebes ha sido escenario de violencia sectaria entre cristianos y musulmanes. Los incidentes más graves tuvieron lugar entre 1999 y 2001, con la participación masiva de milicias islamistas como la Jihad de Laskar. Más de mil personas murieron en la violencia, los disturbios y la limpieza étnica en el centro de la isla. El acuerdo de Malino II, firmado en Malino el 13 de febrero de 2002, no puso fin a la violencia. En los años siguientes, continuaron las tensiones y los ataques sistemáticos. En 2003, trece aldeanos cristianos fueron asesinados por pistoleros enmascarados en el distrito de Poso. En 2005, militantes islamistas decapitaron a tres alumnas cristianas en Poso. Un mensaje dejado cerca de una de las cabezas decía al parecer: 

A life for a life. (Una vida por una vida)

En septiembre de 2006 se produjeron nuevos disturbios en zonas cristianas del centro de Indonesia, así como en otros lugares del país, tras la ejecución por arma de fuego de Fabianus Tibo, Dominggus da Silva y Marinus Riwu, tres católicos condenados por liderar a militantes cristianos durante la violencia de principios del siglo XXI. Sus partidarios dijeron que los musulmanes que participaron en la violencia habían recibido, por su parte, sentencias leves, que ninguno había sido condenado a muerte, y que el gobierno había aplicado un doble rasero. Estos disturbios estaban dirigidos contra las autoridades, no contra los musulmanes.

## Economía

### Agricultura
La agricultura es uno de los principales componentes de la economía de Célebes y emplea a más personas que cualquier otro sector económico; según una fuente de 2016, entre el 30% y el 40% del PIB de las provincias constituyentes de Célebes está vinculado a la agricultura. La mayor parte de la agricultura de la isla se realiza a escala local en parcelas de propiedad familiar, aunque a principios de la década de 2010 un mayor número de agricultores estaba empezando a cultivar productos comerciales en lugar del tradicional arroz. Los cultivos varían según la región; en el norte montañoso se cultivan árboles como el clavo, el coco y la nuez moscada, mientras que en el sur, más llano, se cultivan productos comerciales como el cacao, el tabaco, el azúcar y el arroz. El ganado también contribuye a la economía del sur de Sulawesi.
A pesar de su gran contribución a la economía de la isla, el sector agrícola crecía más lentamente que la media nacional indonesia a partir de 2016. La mayor parte de la producción agrícola está muy localizada y se realiza en pequeñas parcelas.

### Extracción de recursos
Una gran parte de la economía de Célebes se basa en la extracción de recursos, sobre todo en la minería, la silvicultura y la pesca. Al ser una isla, Célebes tiene un extenso litoral y muchos de sus habitantes se dedican a la industria pesquera.
La minería, las canteras y otras formas de extracción de minerales contribuyen a la actividad económica de la isla; al igual que otros sectores de la economía, estas industrias se concentran principalmente en el norte y el sur de Célebes. El norte de Célebes cuenta con ricos yacimientos de cobre y recientemente ha invertido en la construcción de fundiciones de níquel. Los conglomerados chinos Tsingshan Holding Group y Huafon Group planean invertir fuertemente en las industrias de níquel, aluminio y productos químicos de la isla.

#### Níquel
A finales de la década de 2010 y principios de la de 2020, la industria minera internacional se ha interesado cada vez más por la Regencia de Morowali (situada en la provincia de Célebes Central) y las reservas de níquel de alta calidad de la región, vitales para la producción de baterías de litio. Indonesia prohibió la exportación de mineral de níquel en 2014, lo que obligó a las empresas internacionales a refinar el mineral en Indonesia y, por lo tanto, a aumentar las inversiones downstream en empresas indonesias. La próspera industria del níquel en Morowali (como en el Parque Industrial de Morowali) se ha traducido en un gran aumento del PIB de la región (una fuente señala un incremento del 300% entre 2013 y 2019), pero la expansión de la industria extractiva también ha provocado la degradación del medio ambiente. A partir de 2021, los mayores inversores extranjeros eran empresas estadounidenses, brasileñas, chinas y japonesas, mientras que el gobierno de Indonesia está intentando construir una industria nacional de baterías.